# Tweeslachtigheid

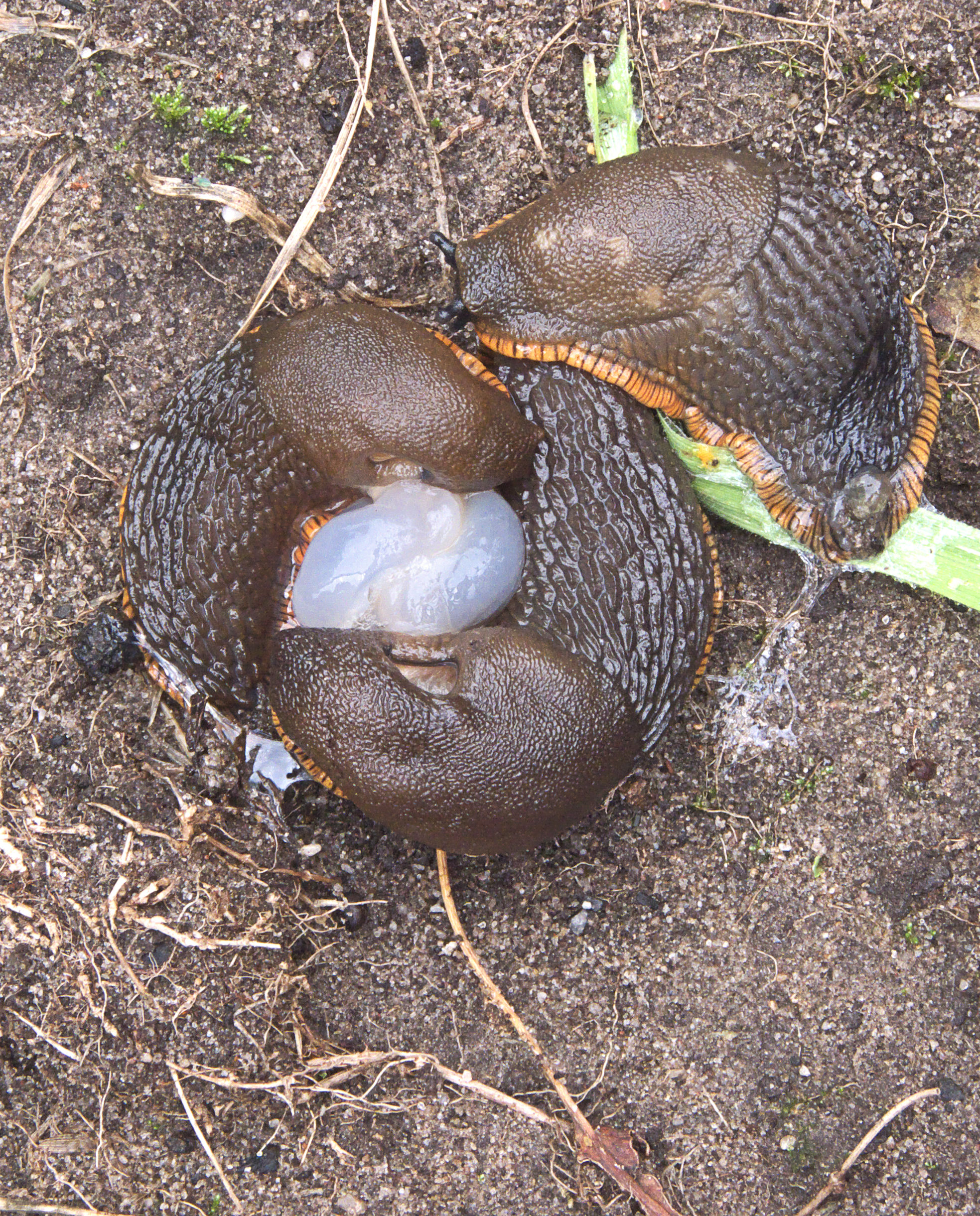
Parende wegslakken

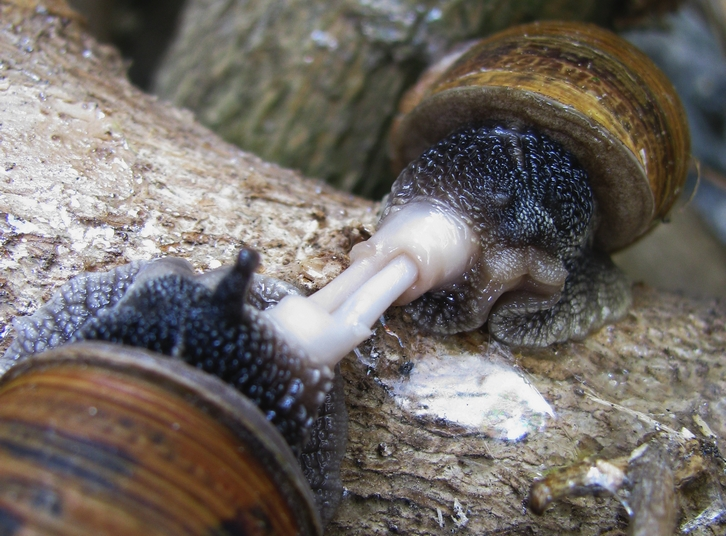
Parende segrijnslakken

Tweeslachtigheid of hermafroditisme is het verschijnsel dat een organisme zowel de mannelijke als de vrouwelijke geslachtsorganen heeft. Het komt zowel bij planten als bij dieren voor.
Sommige tweeslachtige soorten organismen moeten wel paren om zich voort te kunnen planten (bijvoorbeeld slakken en regenwormen), andere tweeslachtige soorten kunnen zich voortplanten met louter eigen cellen (bijvoorbeeld wandelende takken). Deze laatste manier van bevruchten heet parthenogenese, oftewel maagdelijke voortplanting. 
Bij mensen komt volledige tweeslachtigheid niet voor, zodat hier intersekse een betere benaming is, al komt de term 'hermafrodiet' nog voor in oudere literatuur.
In sommige gevallen gaat het om een genetische fout en functioneert slechts één of geen van beide organen.
De term 'hermafrodiet' is afgeleid van de Griekse god Hermaphroditus. Het symbool voor tweeslachtigheid is ⚥, een combinatie van de symbolen voor mannelijkheid (♂) en vrouwelijkheid (♀).

## Achtergrond

### Planten

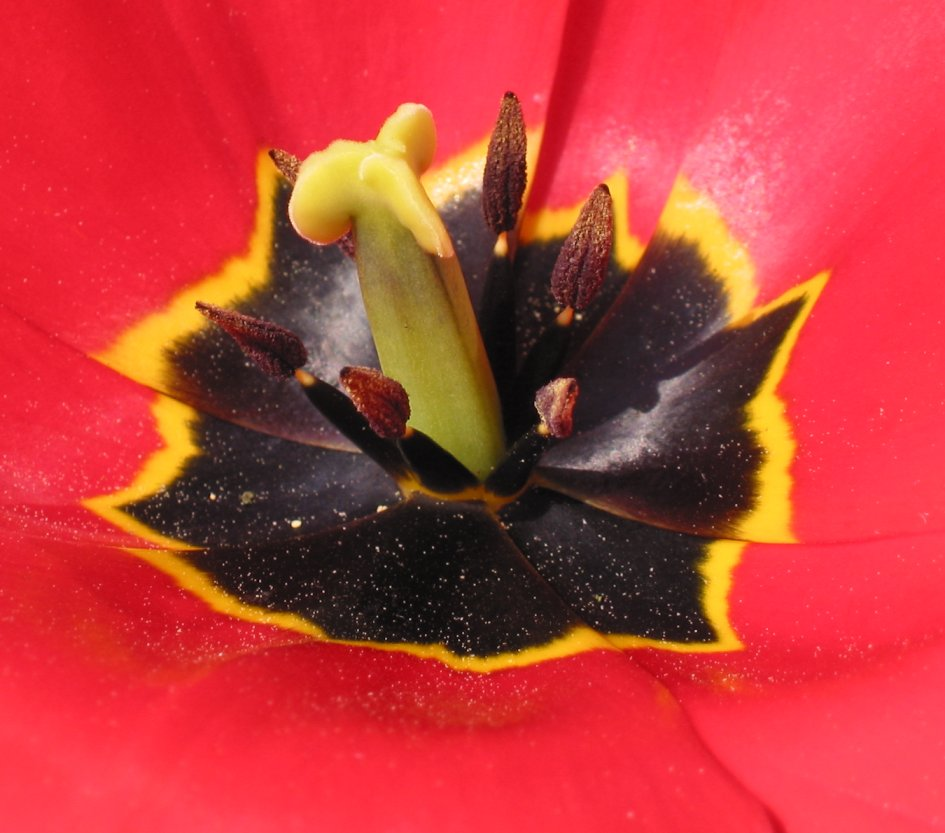
Tweeslachtige bloem van tulp

Zo'n 94% van de in totaal 250.000 soorten zaadplanten hebben tweeslachtige bloemen. Tweeslachtige bloemen hebben zowel een of meer meeldraden (mannelijk) als een of meer stampers (vrouwelijk). Als de individuen of uitsluitend mannelijke bloemen, of uitsluitend vrouwelijke bloemen hebben, dan is zo'n soort tweehuizig. Kunnen op alle individuen zowel mannelijke als vrouwelijke bloemen voorkomen, dan is de soort eenhuizig. In sommige soorten komen mannelijke, vrouwelijke en tweeslachtige bloemen voor in allerlei combinaties. Dat is veeltelig.

### Dieren
In de fauna (dierenwereld) of zoölogie geldt precies het omgekeerde: daar zijn aparte mannelijke en vrouwelijke individuen de regel. Zo'n 5%-6% van de 1,2 miljoen diersoorten zijn tweeslachtig. Dit komt neer op 65.000 soorten. Voorbeelden zijn er onder de slakken en de regenwormen. In de dierenwereld zijn er bovendien twee vormen van dichogamie of sequentieel hermafroditisme: hierbij heeft het dier eerst het ene en daarna het andere geslacht. Dit komt vooral voor bij bepaalde vissoorten en schaaldieren. Daarbij zijn er twee varianten mogelijk. Bij protandrie is het dier eerst man en daarna vrouw, zoals bij Amphiprion. Bij protogynie daarentegen is het dier eerst vrouw en daarna man, zoals bij lipvissen.

### Mensen
Mensen die beschikken over zowel mannelijke als vrouwelijke geslachtsorganen hebben een intersekseconditie. In oudere literatuur werden ze soms ook tweeslachtig of hermafrodiet genoemd. Die termen zijn niet correct, omdat tweeslachtigheid voor de mens als soort geen kenmerk is omdat volgens de biologische betekenis van het woord de beide geslachtsorganen niet alleen aanwezig, maar ook vruchtbaar moeten zijn. Interseksecondities ontstaan voor de geboorte, door een chromosomale of hormonale afwijking. Er worden verschillende typen intersekse onderscheiden.

## Griekse mythologie

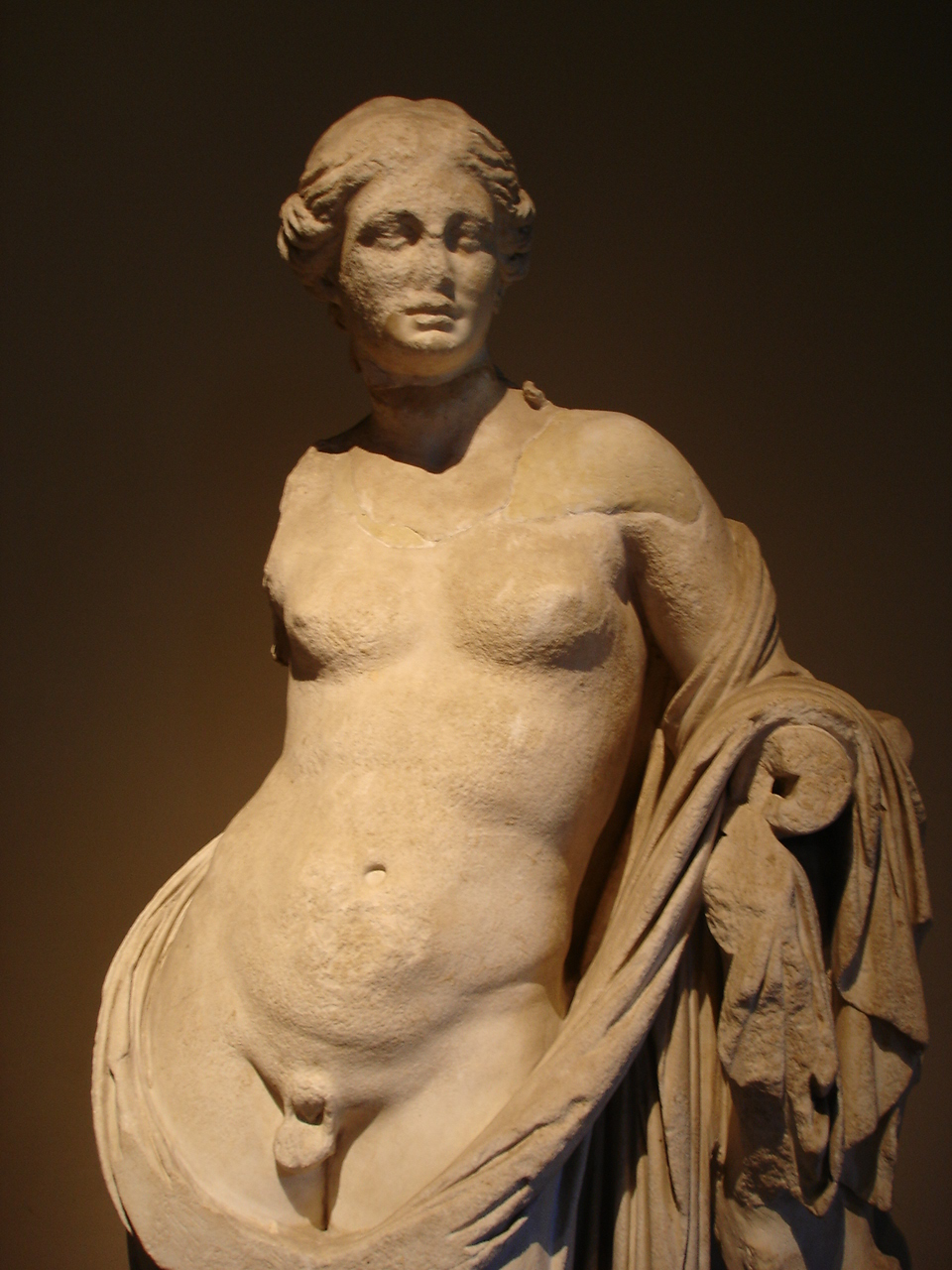
Beeld van Hermaphroditus (3e eeuw v.Chr.), Istanboel

Hermaphroditus was in de Griekse mythologie de zoon van de goden Hermes en Aphrodite, naar wie hij vernoemd is. Op een van zijn tochten werd de nimf Salmacis verliefd op hem vanwege zijn grote uiterlijke schoonheid. Zij probeerde hem te verleiden, maar slaagde daar niet in. Toen hij in een koel meer ging zwemmen, in de gedachte dat hij daar alleen was, sprong Salmacis hem na in het water, omhelsde en zoende hem. Hermaphroditus verzette zich, maar de nimf klemde zich stevig aan hem vast; zij zond een bede omhoog naar de goden om zich met hem te verenigen. Haar gebed werd verhoord en zij werden samen tot één lichaam.
Toen Hermaphroditus merkte wat er gebeurd was, vroeg hij de oppergod Zeus om iedereen die in hetzelfde water zou baden, hetzelfde lot te doen ondergaan en hen allen zowel man als vrouw te maken. De oppergod verhoorde ook hem.

## Noordse mythologie
In de Noordse mythologie is Ymir de hermafrodiet of tweeling.

## Finse mythologie
In de Finse mythologie zijn goden vaak tweeslachtig of geslachtloos en zijn in feite nog natuurgoden.